# Maaspoort (Venlo)
De Maaspoort te Venlo was de een van de vier hoofdpoorten van de vestingwerken van deze Nederlandse stad. De poort stond aan de westzijde van de stad en werd al in de stadsrekeningen van 1349-1350 genoemd, samen met de Tegelpoort, Laarpoort en Helpoort. In elk geval vanaf 1394 stond de westelijke toren van de Maaspoort bekend als de 'Maese toren'; ook is wel de aanduiding 'Witte toren' gebruikt.
De Maaspoort gaf vanaf de Oude Markt toegang tot de haven en het Bat. In 1399 werd melding gemaakt van een voorpoort, die in 1527 met het Steenen Bolwerck werd verbonden; dit bolwerk lag tot in de 17e eeuw vóór de poort.
De stad is veelvuldig belegerd geweest en de stadsmuur aan de Maaszijde is in de loop der eeuwen herhaaldelijk versterkt. In de jaren 1644 en 1665 vonden er werkzaamheden plaats aan de poort.
Op en tegen de aangrenzende stadsmuur hadden bewoners een rij huizen gebouwd.
Aan de rivierzijde bevond zich in de 17e en 18e eeuw een aparte doorgang naar de havenkade. Deze doorgang werd in 1765 omschreven als de Havenpoort.
Nadat de vesting Venlo in 1867 werd opgeheven, werd de Maaspoort gesloopt.
Tegenwoordig ligt op deze plek Theater de Maaspoort, dat in 1984 in gebruik is genomen.